# Distretto di Tunceli
Il distretto di Tunceli (in turco Tunceli ilçesi) è uno dei distretti della provincia di Tunceli, in Turchia.